# واپسین روز پمپئی
واپسین روز پمپئی (به انگلیسی: The Last Day of Pompeii) یک نقاشی تاریخی بزرگ اثر نقاش روسی کارل بریولوف است که در سال ۱۸۳۳–۱۸۳۰ با موضوع فوران کوه وزوویوس در سال ۷۹ میلادی کشیده شده‌است. این اثر به دلیل قرار گرفتن بین نئوکلاسیسم، سبک غالب در آن زمان در روسیه و رومانتیسم در فرانسه که به‌طور فزاینده ای عملی شده، قابل توجه است. این نقاشی تقریباً مورد تحسین جهانی قرار گرفت و باعث شد بریولوف اولین نقاش روسی باشد که اعتبار بین‌المللی کسب می‌کند. این نکته در روسیه به اثبات رسید که هنر روسیه به همان خوبی هنر در بقیه اروپا است. منتقدان فرانسه و روسیه هر دو خاطر نشان کردند که به نظر می‌رسد که بدن‌ها مطابق با مدل کلاسیک از رعب و وحشت ناامید کننده درآمده اند و و مضمون کلی نقاشی که یکی از قدرت‌های والای طبیعت برای از بین بردن خلقت‌های انسان بوده، فلسفه والا است.

## سابقه مضمون نقاشی

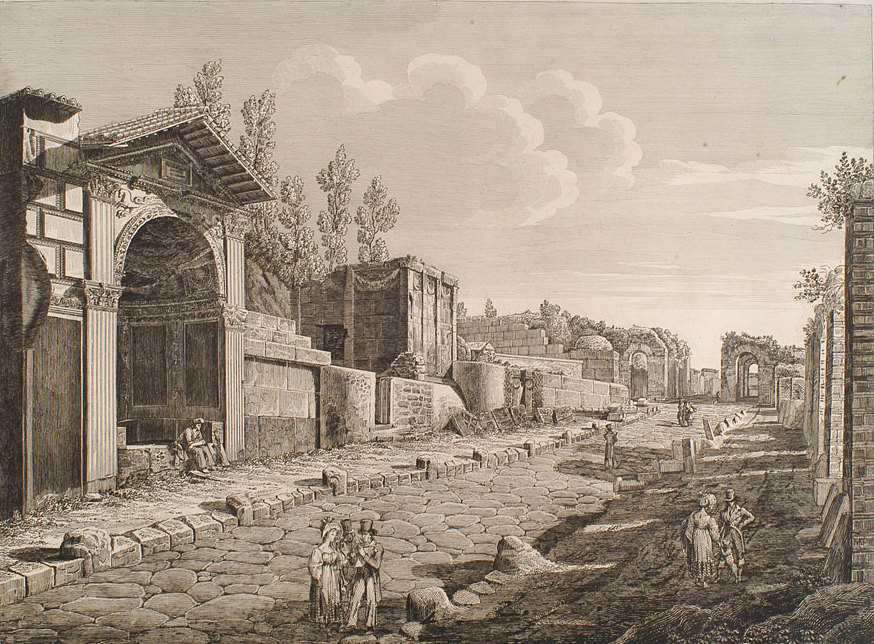
لوئیجی روسینی، گذر از ویرانه‌های پمپئی، حکاکی، روم، ۱۸۳۰

شهر رومی پمپئی، جنوب ناپل، در اوایل قرن نوزدهم تحت حفاری فعالی بود که در اواسط قرن گذشته کارهایی در این شهر و همسایه آن هرکولانیوم آغاز شد. هنرمندان به خوبی از پتانسیل‌های آن به عنوان یک موضوع آگاه بودند. جان مارتین در سال ۱۸۲۲ ویرانی پمپئی و هرکولانیوم را نقاشی کرده بود و برخی دیگر حکاکی‌های این محل را ترسیم و تولید کرده بودند.
در سال ۱۸۲۳، بریولوف به همراه برادرش الکساندر از طریق ونیز و فلورانس به رم رسید. الکساندر در مطالعه علمی و مرمت حمام‌های پمپئی در سال‌های ۱۸۲۵ و ۱۸۲۶ شرکت کرد و ممکن است کارل در سال ۱۸۲۴ از پمپئی بازدید کرده باشد.

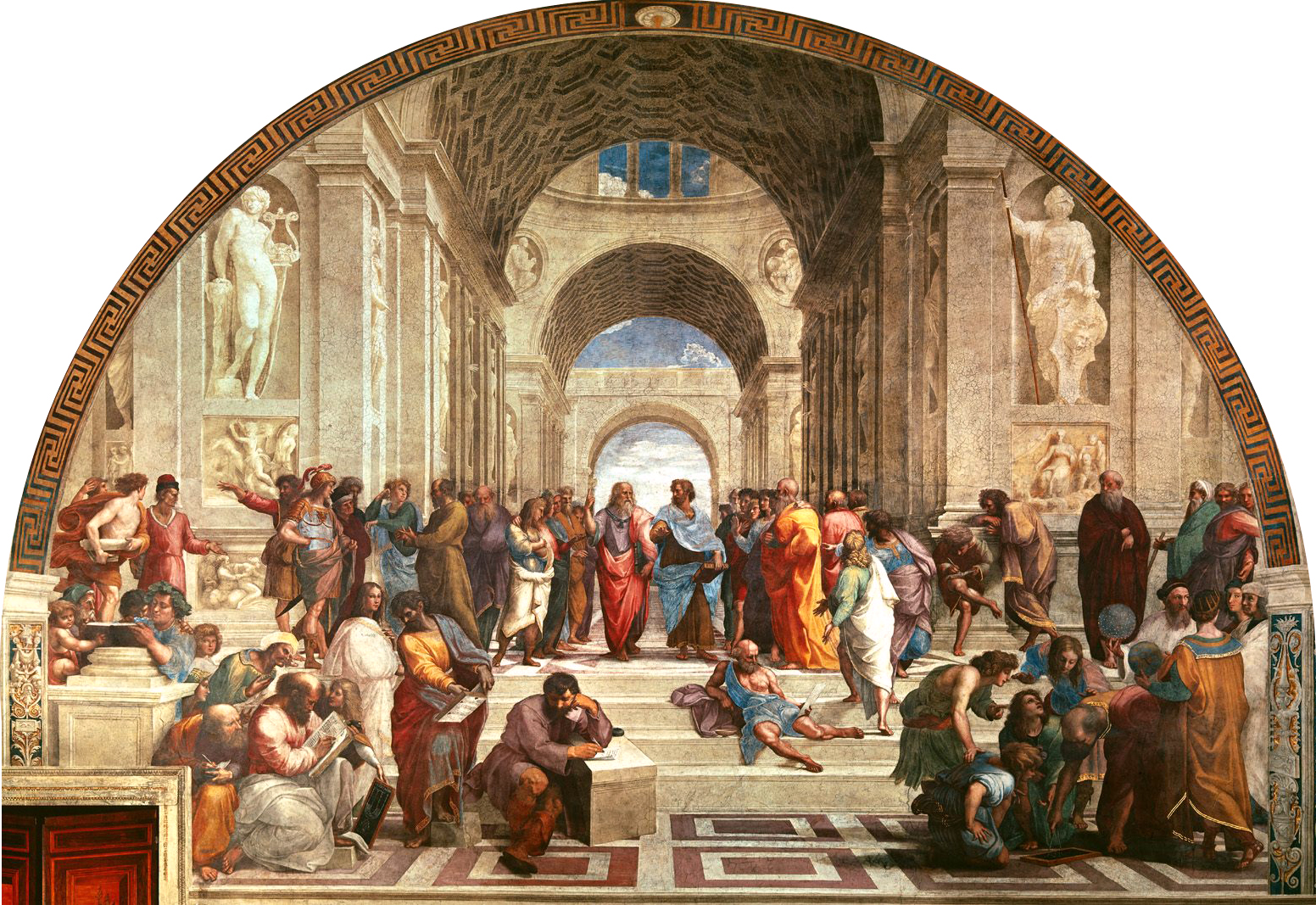
رافائل، مکتب آتن (نقاشی)، نقاشی دیواری، ۱۵۰۹–۱۵۱۱، کاخ اپوستولیک، شهر واتیکان. مثالی برای بریولوف از آنچه در نقاشی تاریخ می‌توان به دست آورد

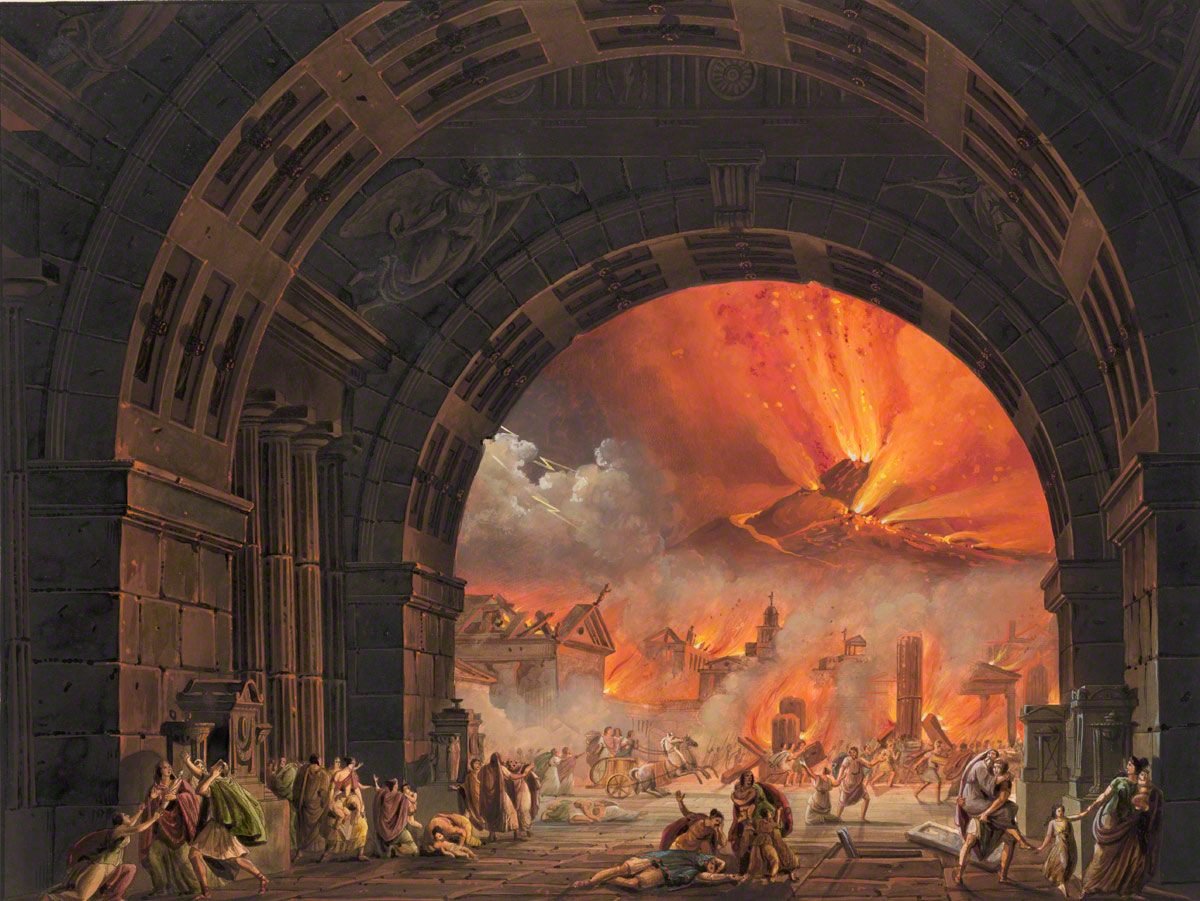
طرح الساندرو سانکویریکو برای فوران کوه وزوویوس در اپرای پاچینی آخرین روز پمپئی، ۸۲۷، تولید لاسکالا

## مالکیت
در سال ۱۸۳۴، دمیدوف این نقاشی را که برای آن ۲۵۰۰۰ روبل پرداخت کرده بود، به تزار نیکلا در تلاش برای جلب نفع خود تقدیم کرد. این اثر نخستین بار در کاخ زمستانی به نمایش گذاشته شد، اما در سال ۱۸۳۶ نیکلا آن را به آکادمی امپریال هنر اهدا کرد و در آنجا ماند تا اینکه به عنوان مرکز نمایش نقاشی روسی در موزه ارمیتاژ جدید در سال ۱۸۵۱ نصب شود. هم‌اکنون بخشی از مجموعه موزه دولتی روسیه در سن پترزبورگ است.

## نگارخانه

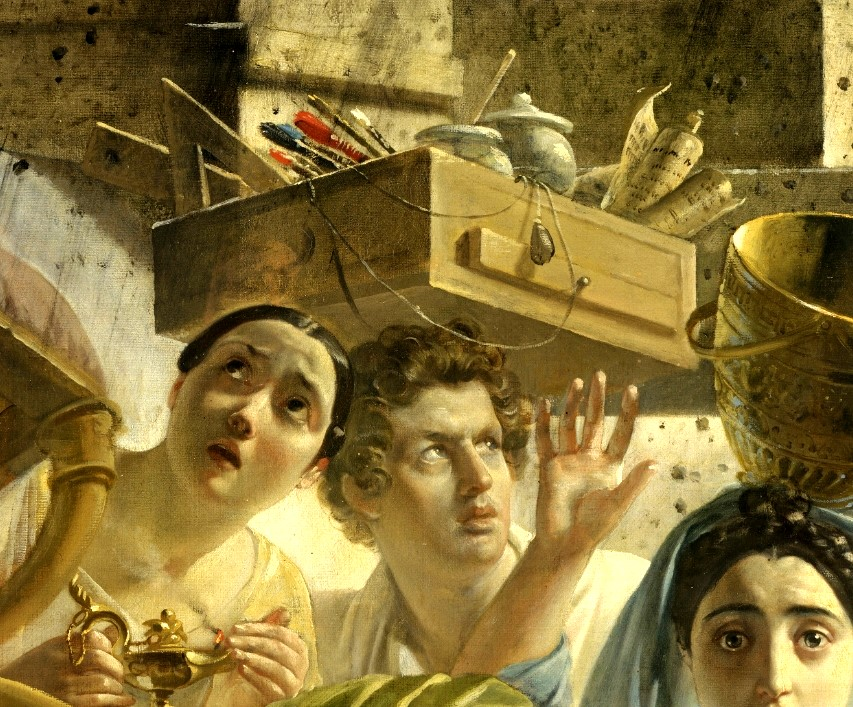
هنرمند و جعبه رنگش.
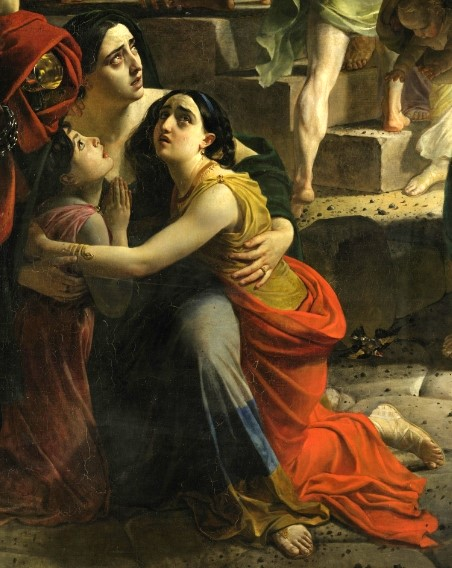
تصور می‌شود که کنتس یولیا سامویلووا و دخترانش جیووانینا و آمازیلیا الگوی این چهره‌ها بودند.
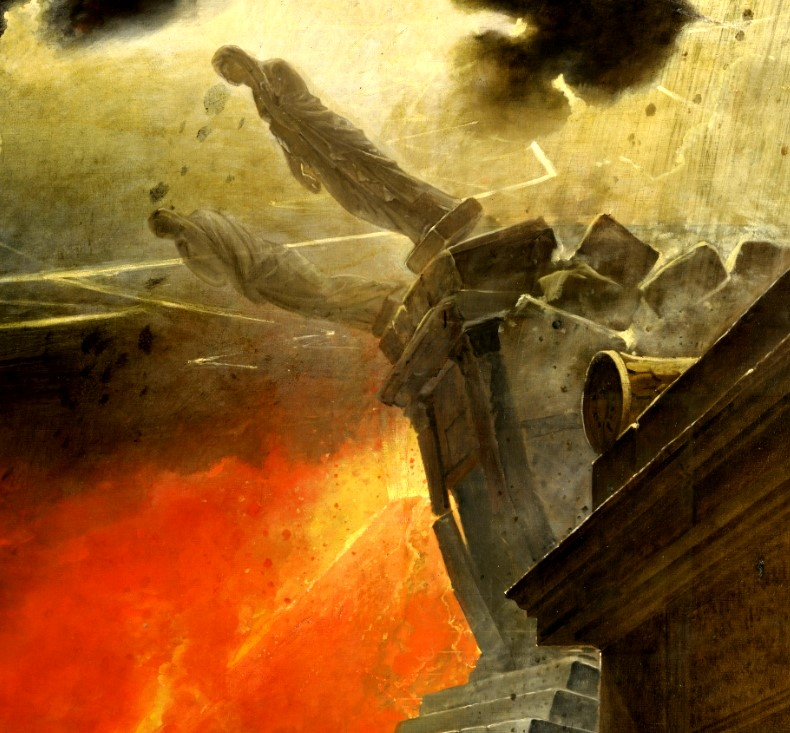
مجسمه‌ها از پایه‌های آن‌ها سرچشمه می‌گیرد که قدرت متعالی طبیعت را بر انسان نشان می‌دهد.
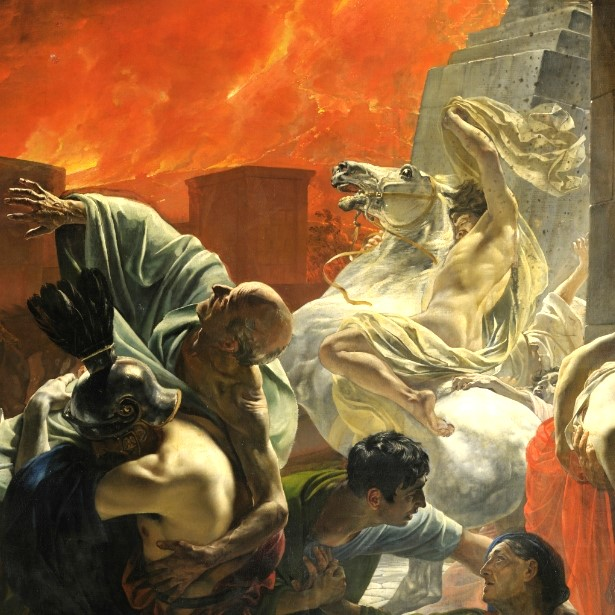
اجساد مدل کلاسیک اسب سوار و سرباز با تصویرهای رمانتیک وحشت که ممکن است توسط نیروهای طبیعت در چهره‌های پیرمرد و اسب ایجاد شود، ترکیب شده‌است.
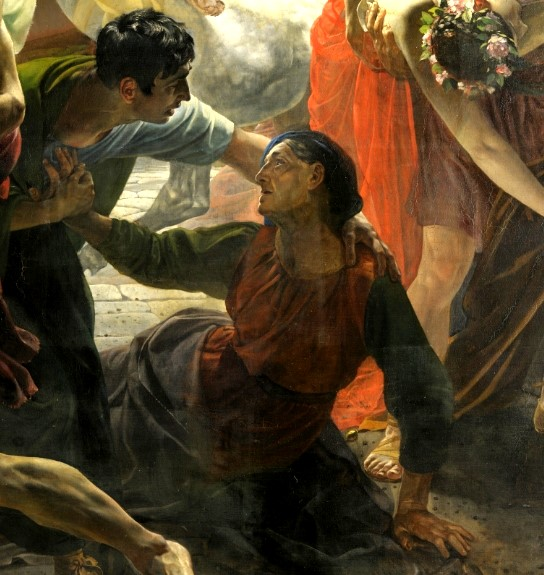
یک مادر ترجیح می‌دهد که پسرش فرار کند همانطور که مادر پلینی از او خواسته بود انجام دهد.
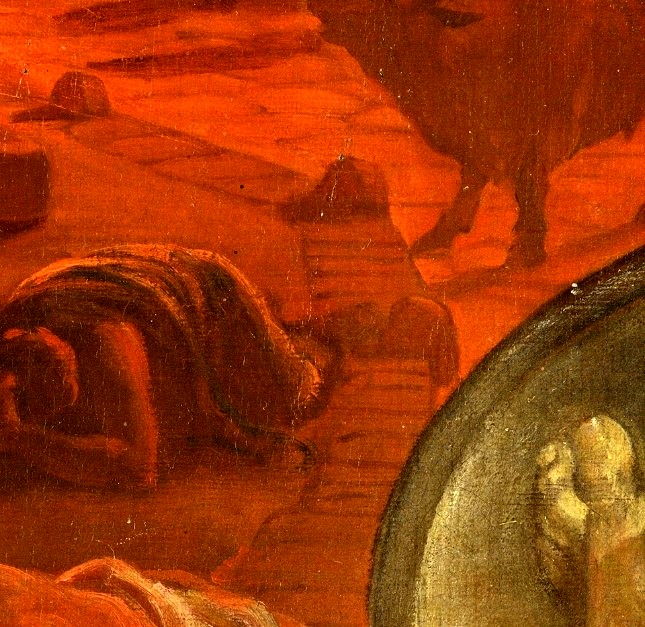
سنگ کاری و پیاده روهایی مشابه کارهای پمپئی.
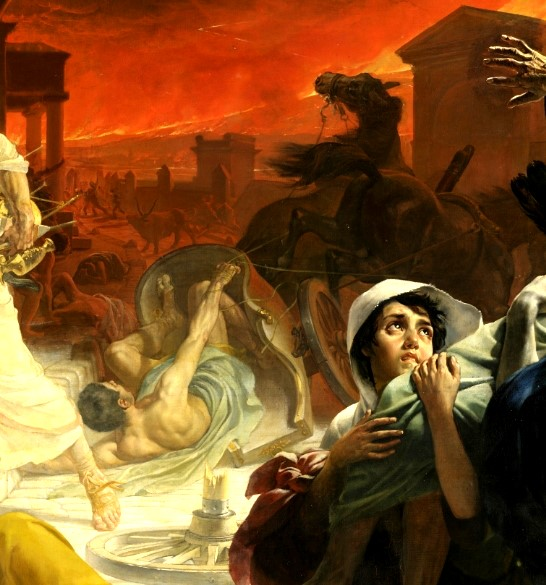
اسب بولت و ارابه شکسته بیننده را به سمت نقاشی که هرج و مرج بیشتری در آن اتفاق می‌افتد سوق می‌دهد.